# 仙台貨物ターミナル駅
仙台貨物ターミナル駅（せんだいかもつターミナルえき）は、宮城県仙台市宮城野区宮城野にある、日本貨物鉄道（JR貨物）・東日本旅客鉄道（JR東日本）の駅である。東北本線支線（宮城野貨物線）上に位置する。
JR東日本としての駅名、および2011年（平成23年）までの駅名は宮城野駅（みやぎのえき）。

## 歴史

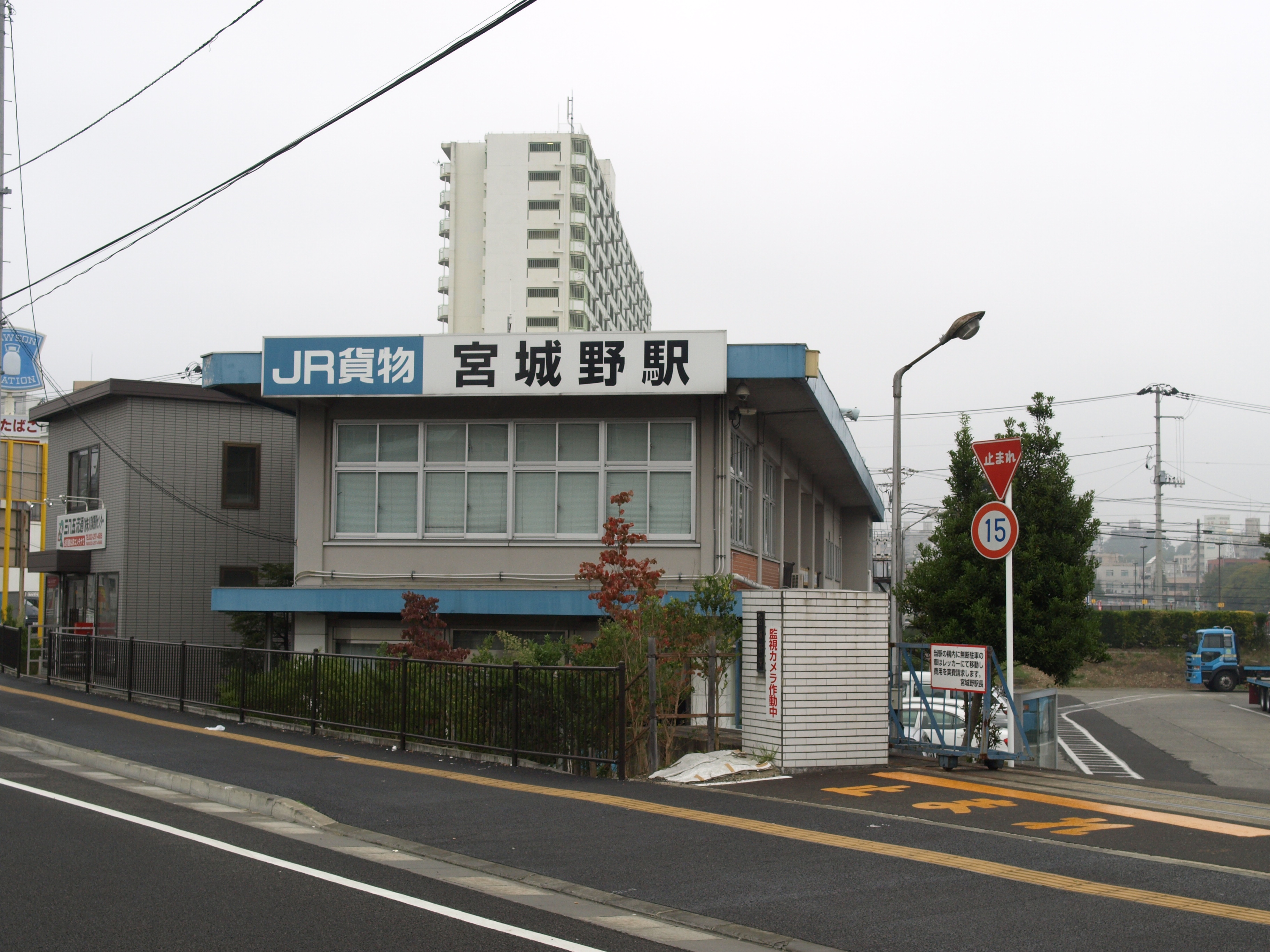
駅出入口（2009年9月、当時は「宮城野駅」として営業）

もともと仙台駅は旅客も貨物も共に扱う駅だったが、戦後の復興の中で1946年（昭和21年）に宮城県と仙台市、および当時の運輸省が協議して、仙台駅の客貨分離を決定した。新しい貨物駅の場所は宮城野原練兵場跡地とされ、東北本線の長町駅と東仙台駅の間に練兵場跡地を経由する貨物線が建設されることになった。
日本国有鉄道（国鉄）は1950年（昭和25年）に当時の大蔵省から練兵場跡地18万5000平方メートルの払い下げを受け、さらに翌年に民有地4000平方メートルを買い取った。また仙台市はこれに関連して1956年（昭和31年）に2億5600万円分の鉄道債券を引き受けた。
新駅と新線の建設は1958年（昭和33年）4月16日に着工され、まず1960年（昭和35年）に長町駅と東仙台駅の間に新しい貨物線が完成した。この翌年の1961年（昭和36年）に新しい貨物駅である宮城野駅が開業し、これと同時に宮城野駅に隣接する仙台市中央卸売市場までの貨物支線と同市場内の仙台市場駅も開業した。この仙台市場駅および貨物支線は、仙台中央卸売市場が卸町に移転する1974年（昭和49年）まで営業した。
1960年代に仙台臨海鉄道の計画が立案されると、宮城野駅はその起点の候補の一つに挙げられた。しかし検討の結果、軍用線跡地を活用できる陸前山王駅から分岐する経路で仙台臨海鉄道は建設されることになった。また、1970年代になって東北新幹線の建設が具体化すると、仙台市東部地区住人が「新幹線駅東部地区設置期成同盟会」を結成して宮城野駅付近への新幹線駅実現を目指した。この他には既存の仙台駅へ新幹線駅併設を求める「新幹線現仙台駅建設促進期成同盟会」や、長町駅に新幹線駅を実現しようとする「新仙台駅誘致仙南期成会」が新幹線駅の誘致活動をそれぞれ展開していた。しかし国鉄は既存の仙台駅への新幹線乗り入れを希望し、また地元の代表者などで構成されるデベロッパー委員会も既存の仙台駅への新幹線駅併設が望ましいと意見を表明した結果、その通りに建設されることになった。
昭和50年代前半の東北新幹線工事期間中には、新幹線仙台駅工事に伴う深夜時間帯の間合確保のため、寝台特急列車や夜行急行列車の一部が仙台駅を迂回して、宮城野貨物線を走行した。また、迂回運転される列車で、迂回前に仙台駅停車だった列車は長町駅への停車に変更され、長町駅と仙台駅の間には連絡バスが運転された。後年の2005年（平成17年）4月9日、夜間に行われた仙台駅信号設備更新工事の際にも、寝台特急「北斗星」と「カシオペア」が宮城野貨物線経由で運転され、この時も長町駅で旅客の乗降を行った。
1987年（昭和62年）の国鉄分割民営化に際し、当駅はJR貨物とJR東日本に継承された。そのため分類上は一般駅であるが営業開始以来旅客列車の設定はなく、実態は貨物駅となっている。
発送・到着地と駅名を一致させる必要があることから、JR貨物の営業上の駅名は2011年（平成23年）3月12日のダイヤ改正をもって宮城野駅（みやぎのえき）から仙台貨物ターミナル駅に改称された。一方でJR東日本の運行管理上の駅名は現在も宮城野駅のまま改称されていない。
2018年現在、仙台貨物ターミナル駅を、JR貨物の車両基地である仙台総合鉄道部や国道4号の仙台バイパスに近い岩切地区に移転させ(2026年度完成予定)、その跡地を宮城県が広域防災拠点として整備する計画が進められている。

### 年表
- 1961年（昭和36年）6月1日：宮城野貨物線・仙台市場線開通と同時に、仙台駅の貨物取扱業務の一部を移管して、宮城野駅開業[14]。
- 1964年（昭和39年）10月1日：小荷物の取扱を開始、一般駅となる[14]。
- 1974年（昭和49年）7月1日：仙台市場駅への貨物支線を廃止[14]。
- 1979年（昭和54年）10月11日：小荷物の取扱を廃止（貨物駅に戻る）[14]。
- 1986年（昭和61年）11月1日：戸籍上旅客営業を開始[14]。
- 1987年（昭和62年）4月1日：国鉄分割民営化により、JR貨物・JR東日本の駅となる[14]。
- 2011年（平成23年）3月12日：JR貨物が営業上の駅名を仙台貨物ターミナル駅に改称[6][7]。

## 駅構造
16.8 haほどの敷地を持つ地上駅。南北に通る複線の宮城野貨物線（本線）の西側に構内が広がり、コンテナホームは合計8面、荷役線は13本ある。発着列車の出入線入換業務は仙台臨海鉄道宮城野事業所が受託する。
上下の本線に隣接する列車の着発線は3本（ただし、1線は下り側の出発信号機がないため到着専用線）。着発線の西隣には側線（機回し線）が1線、コンテナホームに隣接する1線が荷役線となっている。このホームは島式であり、反対側にも1線荷役線がある。ホームの西側には、コンテナホーム3面（相対式2面・単式1面）と荷役線3本がある。西側の単式ホームの西隣には、かつて有蓋車用ホームとして使用され、現在は倉庫として使用される上屋が残る。これら3つのホームの北側には、仕分線・留置線群が置かれている。
仕分線・留置線群の西側にもコンテナホームが置かれる。ホームは島式3面（東側）と単式1面（西側）で構成され、荷役線は8本ある。なお、荷役線1線が舗装されホームの一部となっているため、その荷役線に隣接する線路も荷役線になっている。
着発線からの北部側には300メートルほどの長さを持つ引上線が伸びる。着発線隣接のホームに接する2線の荷役線や一部の側線を除き、荷役線および仕分線・留置線はこの引上線を介して分岐する。また、南部側には機関車回転用の引上線も存在する。
構内は着発線を除いて電化されていないため、構内の入換作業はDE10形ディーゼル機関車（仙台総合鉄道部所属）及びDD200形ディーゼル機関車（愛知機関区所属）が担当している。
駅本屋は構内の南西端・宮城野2丁目交差点角に設置され、営業窓口のJR貨物仙台営業支店も駅本屋に入居する。その他、駅構内には仙台総合鉄道部宮城野派出（貨車検修基地）や東北保全技術センター、コンテナ検修庫、日本運輸倉庫運営の倉庫（第一営業所・第二営業所）など関連施設が設置されている。

## 取扱う貨物の種類
当駅は、コンテナ貨物と臨時の車扱貨物の取扱駅である。コンテナ貨物は、12フィート・20フィート・30フィートの鉄道コンテナと、20フィートの海上コンテナ（24トンまで）を取り扱う。
取扱品は、発送貨物では積合せ貨物、清涼飲料水、ビール、食料工業品など、到着貨物では積合せ貨物、紙、化学工業品、清涼飲料水、機械、野菜などが主なものである。また、産業廃棄物・特別管理産業廃棄物の取扱許可を得ており、これらが入ったコンテナの取扱いも可能。

## 利用状況
- 2004年度
  - 発送貨物 - コンテナ貨物251,889トン、車扱貨物4,038トン
  - 到着貨物 - コンテナ貨物610,384トン、車扱貨物9,304トン

## 貨物列車・トラック便
（2014年3月15日改正時点）
高速貨物列車
東仙台駅方面行きの下り列車が1日20本、長町駅方面行きの上り列車が1日22本停車する。そのうち下り9本と上り9本が当駅終着、下り8本と上り11本が当駅始発の列車である。
列車の行き先は、下りが札幌貨物ターミナル駅（2本）、盛岡貨物ターミナル駅（2本）、石巻港駅（2本）など、上りが郡山貨物ターミナル駅（2本）、隅田川駅（2本）、名古屋貨物ターミナル駅（1本）、福岡貨物ターミナル駅（1本）、安治川口駅（1本）などである。
トラック便
山形オフレールステーションとの間に1日4往復、古川オフレールステーションとの間に1日2往復、名取オフレールステーションとの間に1日2往復運行されている。

## トラック集配エリア
主に仙台市周辺、宮城県南部（仙南地方）、福島県浜通り北部を集配エリアとする。また新仙台郵便局への郵便物も当駅より運ばれている。

## 今後の予定
宮城県は、仙台貨物ターミナル駅が立地する仙台市宮城野原地区に広域防災拠点を整備することを計画している。
広域防災拠点の性質として傷病者の搬送や物資の搬入に関連した県内外との交通アクセスが求められる上、周辺には仙台医療センターのみでなく陸上自衛隊仙台駐屯地や霞目駐屯地が立地することから計画地に当地域が選ばれた。平成28年6月にはJR貨物と宮城県の間で仙台貨物ターミナル駅を移転し敷地売却を基本合意、当駅は移転することになった。
新駅は仙台総合鉄道部が立地する場所の北側、国道4号線を挟んだ宮城野区岩切地区に開設予定であり、コンテナホーム3面・着発線8線・留置線4線・検修線5線を配置。建屋は、敷地中央に検査や修繕を行う貨車検修庫（平屋建て、延べ約1,900 m2）を置くほか、敷地北側に総合事務所（3階建て、延べ約2,000 m2）と、鉄道貨物倉庫や荷捌用貨物上屋などの倉庫類計延べ約16,900 m2を建てる予定である。また、新駅はE&S方式で整備され、無人運転トラックや入換機関車の遠隔操縦といった技術を導入するなど、最新のICTを活用した次世代貨物駅「スマートターミナル」を目指す。
ただし、建設予定地域の岩切地区には岩切畑中遺跡を始め縄文時代から近世にかけての遺跡が点在しており、埋没した文化財調査などが必要となることから、2021年現在で建設工事が遅延している。

## 駅周辺
駅の西側は運動公園、東側は住宅地と接する。
- JR東日本宮城野原駅
- 仙台市地下鉄東西線薬師堂駅
- 宮城県道137号荒浜原町線
- 宮城野陸橋 - 駅南側にて県道137号と当貨物線との立体交差のために架けられている。
- 宮城野跨線人道橋 - 駅中央を跨いで総合運動場東口と宮千代地区を繋いでいる歩道橋。
- 宮城野原公園総合運動場
  - 楽天モバイルパーク宮城
  - 弘進ゴム アスリートパーク仙台
- 仙台市立東華中学校
- 聖和学園高等学校（薬師堂キャンパス、東北鉄道学園→JR東日本仙台研修センター跡地）
- 仙台育英学園高等学校（宮城野キャンパス）
- 国立病院機構仙台医療センター
- 仙台宮城野郵便局

## その他
- 宮城野貨物線に旅客列車を設定し、当駅での旅客営業を行うという要望が地元では出ているが、仙台駅を経由できない構造であり、宮城野原駅との統合時にかかるコスト（連絡運輸のための地下通路を新設しなければならない）が費用対効果に見合わないため、実現する可能性は低い[要出典]。

## 隣の駅
東日本旅客鉄道（JR東日本）
東北本線貨物支線（宮城野貨物線） 
長町駅 - 仙台貨物ターミナル駅 - 東仙台駅

### かつて存在した路線
日本国有鉄道
東北本線貨物支線（貨物支線）
（貨）宮城野駅 - （貨）仙台市場駅